# Кругова система
Кругова система — система розіграшів у спортивних змаганнях згідно з якою кожен учасник турніру грає з усіма іншими учасниками (кожен грає з кожним).
Найбільшу популярність здобула у футболі, хокеї, волейболі та баскетболі.
Ця система вважається найбільш справедливою, але при цьому порівняно з іншими турнірними системами, потребує великої кількості ігор, відповідно і часу затраченого на увесь турнір чи раунд.

## Порядок розіграшу
- Послідовність в якій суперники будуть зустрічатись один з одним, як правило визначається чи за домовленістю сторін, чи то за допомогою жеребкування.

- Кількість всіх зустрічей турніру (раунду) визначається за формулою: {\displaystyle {N\cdot (N-1) \over 2}}, де N кількість команд (гравців).

- Кількість турів дорівнює {\displaystyle ~N-1} для парної кількості учасників, та {\displaystyle ~N} для непарної. В разі непарної кількості учасників кожен гравець (команда) пропускає по одному туру, в якому для нього (неї) не вистачає суперника.

## Переваги
- Максимальна справедливість розіграшу, так як усі зіграють з усіма.

- Справедливо визначаються місця зайняті всіма учасниками турніру.

- Навіть найслабший суперник має шанс зіграти проти найсильнішого.

- Немає додаткових умов щодо кількості учасників (у швейцарській системі кількість учасників завжди має бути парною).

- Система є стійкою до ситуації, коли один чи декілька учасників знімаються з розіграшу. Достатньо лише викреслити тих, що вибули, з турнірної таблиці та анулювати результати тих ігор, які вони уже зіграли. В результаті вийде, ніби вони взагалі не брали участі у змаганнях. В інших системах доводиться присуджувати технічні поразки, але це створює нерівні умови для учасників у подальших стадіях (коли зустрічається учасник, що відіграв важкий поєдинок у попередньому раунді, проти учасника, що відпочивав через неявку суперника).

## Недоліки
- Необхідна велика кількість зустрічей, відповідно і часу на їх проведення. Це найтриваліша система розіграшів серед усіх інших. Кількість зустрічей росте квадратично до кількості учасників. На практиці максимально можливою кількістю учасників для кругової системи є 20-30 учасників (для 30 потрібно 29 турів, тобто майже місяць ігрового часу, якщо проводити по одній зустрічі щодня). Через цей недолік, у змаганнях з великою кількістю учасників кругова система майже не використовується.
- Якщо протягом турніру один з учасників набирає найбільшу кількість очок і відривається від решти суперників, результат турніру стає передбачуваним через, що втрачається зацікавленість до змагань.
- Щодо видовищності, якщо різниця в силі суперників занадто велика, турніри за круговою системою програють іншим турнірам з динамічнішими системами розіграшу. Багато зустрічей закінчуються з передбачуваним результатом.
- Виникає проблема договірних зустрічей. Суперникам які досягли бажаного результату вигідніше домовитись про нічию в іграх між собою, ніж боротись за перемогу ризикуючи втратити важливі очки.

Одним з варіантів вирішення цього недоліку — заборона нічиїх.
- Велика ймовірність виникнення однакових результатів у рівних за силою учасників. Для визначення переможця доводиться використовувати додаткові показники: кількість перемог, кількість перемог в особистих зустрічах, кількість очок в партіях; в шахах додаткові коефіцієнти (Бухгольца, Бергера) тощо

## Приклад
Шість команд провели турнір за круговою системою. Загальна кількість зустрічей усіх суперників становила: {\displaystyle {N\cdot (N-1) \over 2}} = {\displaystyle {6\cdot (6-1) \over 2}} = 15.
Кожна команда зіграла по: {\displaystyle ~N-1} = {\displaystyle ~6-1} = 5 турів. Усі суперники зіграли один з одним. За перемогу (КПер) нараховувалось 3 очки. За поразку (КПор) — 0. За нічию (КНіч) — 1.
Перше місце посіла команда А яка здобула найбільшу кількість очок. Друге та третє місця поділили команди Б та В які отримали однакову кількість очок та мають однакові додаткові показники. Останнє місце посіла команда Е, яка здобула найменше очок.
| Місце | Команда   | А | Б | В | Г | Д | Е | Очки | КПер | КНіч | КПор |
| ----- | --------- | - | - | - | - | - | - | ---- | ---- | ---- | ---- |
| 1     | Команда А | × | 0 | 1 | 3 | 3 | 3 | 10   | 3    | 1    | 1    |
| 2-3   | Команда Б | 3 | × | 1 | 1 | 0 | 3 | 8    | 2    | 2    | 1    |
| 2-3   | Команда В | 1 | 1 | × | 3 | 3 | 0 | 8    | 2    | 2    | 1    |
| 4     | Команда Г | 0 | 1 | 0 | × | 1 | 3 | 5    | 1    | 2    | 2    |
| 5     | Команда Д | 0 | 3 | 0 | 1 | × | 1 | 6    | 1    | 2    | 2    |
| 6     | Команда Е | 0 | 0 | 3 | 0 | 1 | × | 4    | 1    | 1    | 3    |